# Museo de la Fuerza de Aviación Naval
El Museo de la Fuerza de Aviación Naval es un museo aéreo ubicado en el distrito de Callao, Perú.
La exposición del museo está formada por modelos a escala de las diversas aeronaves con las que ha contado la Marina de Guerra del Perú desde 1919.